# Oenomys ornatus
Oenomys ornatus is een knaagdier uit het geslacht Oenomys dat voorkomt op Mont Nimba in Zuidoost-Guinee en in Oost-Sierra Leone en Zuid-Ghana. Deze soort wordt soms als een ondersoort van O. hypoxanthus gezien, maar verschilt daarin in morfologische en chromosomale kenmerken.